# Einzeln bei Ahornis
Einzeln bei Ahornis ist ein Gemeindeteil der Stadt Münchberg im Landkreis Hof (Oberfranken, Bayern). Einzeln bei Ahornis liegt in der Gemarkung Poppenreuth.

## Geografie
Das Einöde bildet mit Dreschersreuth im Westen eine geschlossene Siedlung. Diese ist weitestgehend von Wald umgeben. Im Westen steigt das Gelände zum Hohberg (708 m ü. NHN) an. Die Kreisstraße HO 23 führt nach Dreschersreuth (0,5 km südwestlich) bzw. nach Burkersreuth (0,9 km nordöstlich).

## Geschichte
Der Ort wurde in der ersten Hälfte des 19. Jahrhunderts auf dem Gemeindegebiet von Wüstenselbitz gegründet und hieß ursprünglich „Katz“. Mit der Bildung der Ruralgemeinde Poppenreuth im Jahr 1848 lag ein Anwesen des Ortes in diesem Gemeindegebiet. Es wurde Einzeln bei Ahornis genannt. Im Zuge der Gebietsreform in Bayern wurde Einzeln bei Ahornis am 1. Juli 1972 nach Münchberg eingemeindet.

### Einwohnerentwicklung
| Jahr      | 1819  | 1871   | 1885   | 1900   | 1925   | 1950   | 1961   | 1970   | 1987  |
| Einwohner | *     | 50     | 35     | 20     | 21     | 10     | 8      | 3      | 2     |
| Häuser    | *     |        | 5      | 3      | 4      | 4      | 2      |        | 1     |
| Quelle    | [ 5 ] | [ 10 ] | [ 11 ] | [ 12 ] | [ 13 ] | [ 14 ] | [ 15 ] | [ 16 ] | [ 1 ] |

## Religion
Einzeln bei Ahornis war ursprünglich nach St. Peter und Paul (Münchberg) gepfarrt und evangelisch-lutherisch geprägt. Seit den 1930er Jahren gehört Einzeln bei Ahornis zur Pfarrei Ahornis.